# 석개울의 새봄
《석개울은 새봄》은 조선민주주의인민공화국의 소설가인 천세봉이 1968년에 창작한 소설작품이다.
이 작품은 5권으로 구성되어 있으며, 1967년에 처음으로 문학예술출판사에서 출간되었다.
이 작품은 조선중앙텔레비죤에서 1992년 8월에 텔레비전 드라마로 극화한 첫 작품이며, 28부로 되어 있다. 종영 후에도 북조선 사람들 사이에서 인기가 많다.